# سوئلی در آسمان
سوئلی در آسمان (پرتغالی: O Céu de Suely) فیلمی در ژانر درام به کارگردانی کریم عینوز است که در سال ۲۰۰۶ منتشر شد.